# Lichtenberg (Bas-Rhin)
Pour les articles homonymes, voir Lichtenberg.
Lichtenberg [liʃtənbɛʁɡ] est une commune française située dans la circonscription administrative du Bas-Rhin et, depuis le 1er janvier 2021, dans le territoire de la Collectivité européenne d'Alsace, en région Grand Est.

## Géographie

### Localisation
Cette commune se trouve dans la région historique et culturelle d'Alsace et fait partie du parc naturel régional des Vosges du Nord.

### Géologie et relief
La commune se compose de 46,29 hectares de territoires artificialisés (3,78 %), 126,01 hectares de territoires agricoles (10,29 %) et 1 052,75 hectares de forêts et milieux semi-naturels (85,94 %).
Espaces naturels :
- Trois espaces protégés hors Natura 2000 : Vosges du Nord :

Réserve de Biosphère, zone tampon,
Réserve de Biosphère, zone de transition,
Parc naturel régional des Vosges du Nord.
- Un espace protégé Natura 2000 :

La Moder et ses affluents.
- Une zone naturelle d'intérêt écologique, faunistique et floristique (Znieff) :

Cours amont de la Moder et de ses affluents.

### Communes limitrophes
| Reipertswiller |             | Bærenthal (Moselle) |
|                | Lichtenberg | Offwiller           |
| Wimmenau       | Ingwiller   | Rothbach            |

### Sismicité
Commune située dans une zone de sismicité 2,.

### Hydrographie et les eaux souterraines
Hydrogéologie et climatologie : Système d’information pour la gestion des eaux souterraines du bassin Rhin-Meuse :
Territoire communal : Occupation du sol (Corinne Land Cover); Cours d'eau (BD Carthage),
Géologie : Carte géologique; Coupes géologiques et techniques,
 Hydrogéologie : Masses d'eau souterraine; BD Lisa; Cartes piézométriques.

#### Réseau hydrographique
La commune est dans le bassin versant du Rhin au sein du bassin Rhin-Meuse. Elle est drainée par le ruisseau le Rothbach, le ruisseau de Bruderthal et le ruisseau le Spielbaechel,.
Le Rothbach, d'une longueur de 23 km, prend sa source dans la commune de Reipertswiller et se jette  dans la Moder à Val-de-Moder, après avoir traversé neuf communes. 

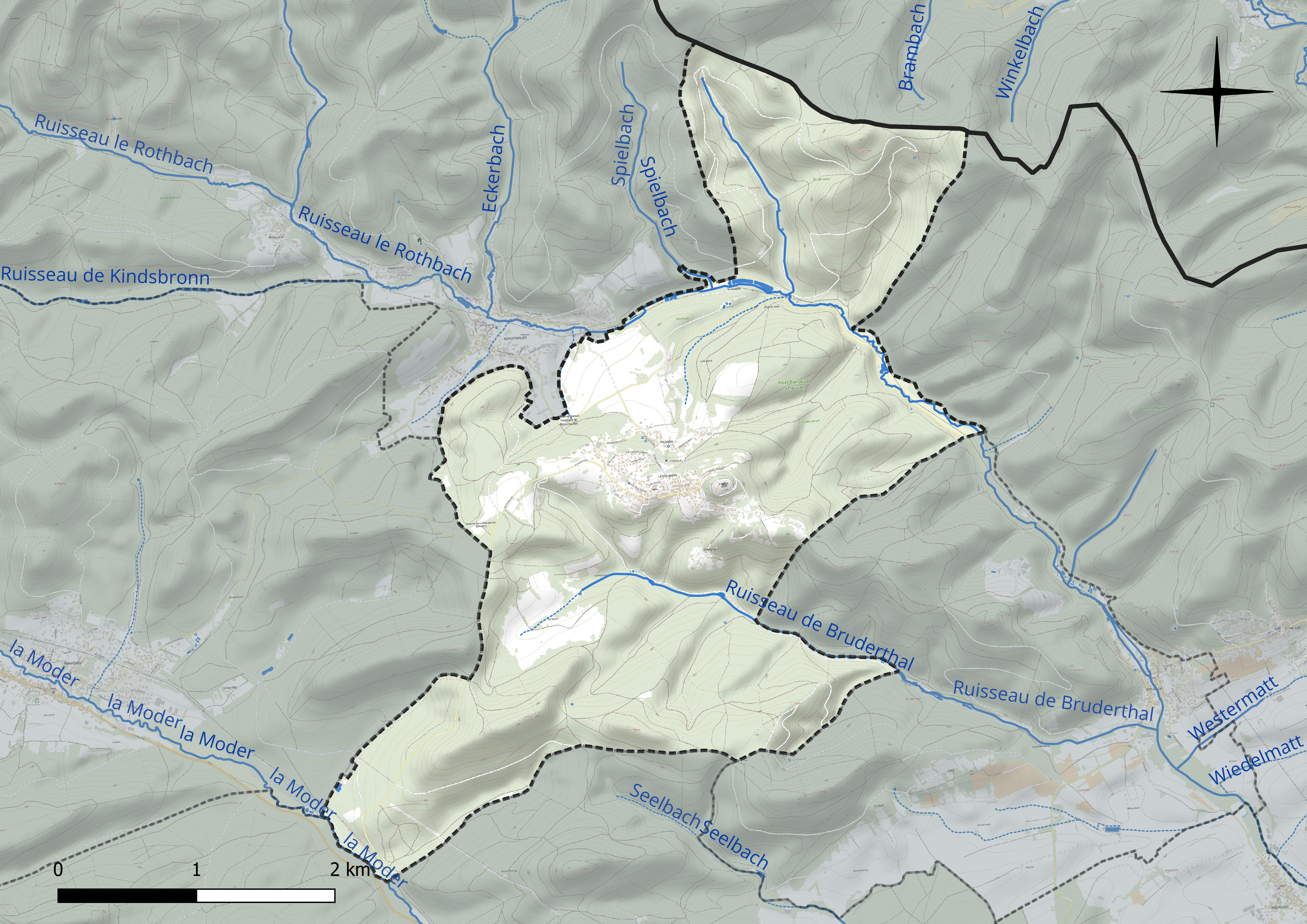
Réseau hydrographique de Lichtenberg.

#### Gestion et qualité des eaux
Le territoire communal est couvert par le schéma d'aménagement et de gestion des eaux (SAGE) « Moder ». Ce document de planification concerne le bassin versant de la Moder dont le territoire s'étend sur 1 720 km2. Le périmètre a été arrêté le 25 janvier 2006. La commission locale de l'eau a été créée le 12 juillet 2007, puis modifiée le 14 décembre 2021. La structure porteuse de l'élaboration et de la mise en œuvre est le Syndicat des eaux et de l’assainissement Alsace-Moselle (SDEA). 
La qualité des cours d’eau peut être consultée sur un site dédié géré par les agences de l’eau et l’Agence française pour la biodiversité.

### Climat
Pour des articles plus généraux, voir Climat du Grand Est et Climat du Bas-Rhin.
En 2010, le climat de la commune est de type climat des marges montargnardes, selon une étude du Centre national de la recherche scientifique s'appuyant sur une série de données couvrant la période 1971-2000. En 2020, Météo-France publie une typologie des climats de la France métropolitaine dans laquelle la commune est exposée à un climat semi-continental et est dans la région climatique  Vosges, caractérisée par une pluviométrie très élevée (1 500 à 2 000 mm/an) en toutes saisons et un hiver rude (moins de 1 °C). 
Pour la période 1971-2000, la température annuelle moyenne est de 9,8 °C, avec une amplitude thermique annuelle de 17,4 °C. Le cumul annuel moyen de précipitations est de 876 mm, avec 12,1 jours de précipitations en janvier et 10,7 jours en juillet. Pour la période 1991-2020, la température moyenne annuelle observée sur la station météorologique de Météo-France la plus proche, « Uhrwiller_sapc », sur la commune de Uhrwiller à 9 km à vol d'oiseau, est de 10,9 °C et le cumul annuel moyen de précipitations est de 740,0 mm. 
La température maximale relevée sur cette station est de 38,7 °C, atteinte le 7 août 2015 ; la température minimale est de −18 °C, atteinte le 20 décembre 2009,,. 
Les paramètres climatiques de la commune ont été estimés pour le milieu du siècle (2041-2070) selon différents scénarios d'émission de gaz à effet de serre à partir des nouvelles projections climatiques de référence DRIAS-2020. Ils sont consultables sur un site dédié publié par Météo-France en novembre 2022.

### Intercommunalité
Commune membre de la Communauté de communes de Hanau-La Petite Pierre.

## Urbanisme

### Typologie
Au 1er janvier 2024, Lichtenberg est catégorisée commune rurale à habitat dispersé, selon la nouvelle grille communale de densité à sept niveaux définie par l'Insee en 2022.
Elle est située hors unité urbaine et hors attraction des villes,.

### Occupation des sols
L'occupation des sols de la commune, telle qu'elle ressort de la base de données européenne d’occupation biophysique des sols Corine Land Cover (CLC), est marquée par l'importance des forêts et milieux semi-naturels (86 % en 2018), une proportion sensiblement équivalente à celle de 1990 (86,7 %). La répartition détaillée en 2018 est la suivante : 
forêts (86 %), prairies (7,9 %), zones urbanisées (3,7 %), zones agricoles hétérogènes (2,5 %). L'évolution de l’occupation des sols de la commune et de ses infrastructures peut être observée sur les différentes représentations cartographiques du territoire : la carte de Cassini (XVIIIe siècle), la carte d'état-major (1820-1866) et les cartes ou photos aériennes de l'IGN pour la période actuelle (1950 à aujourd'hui).

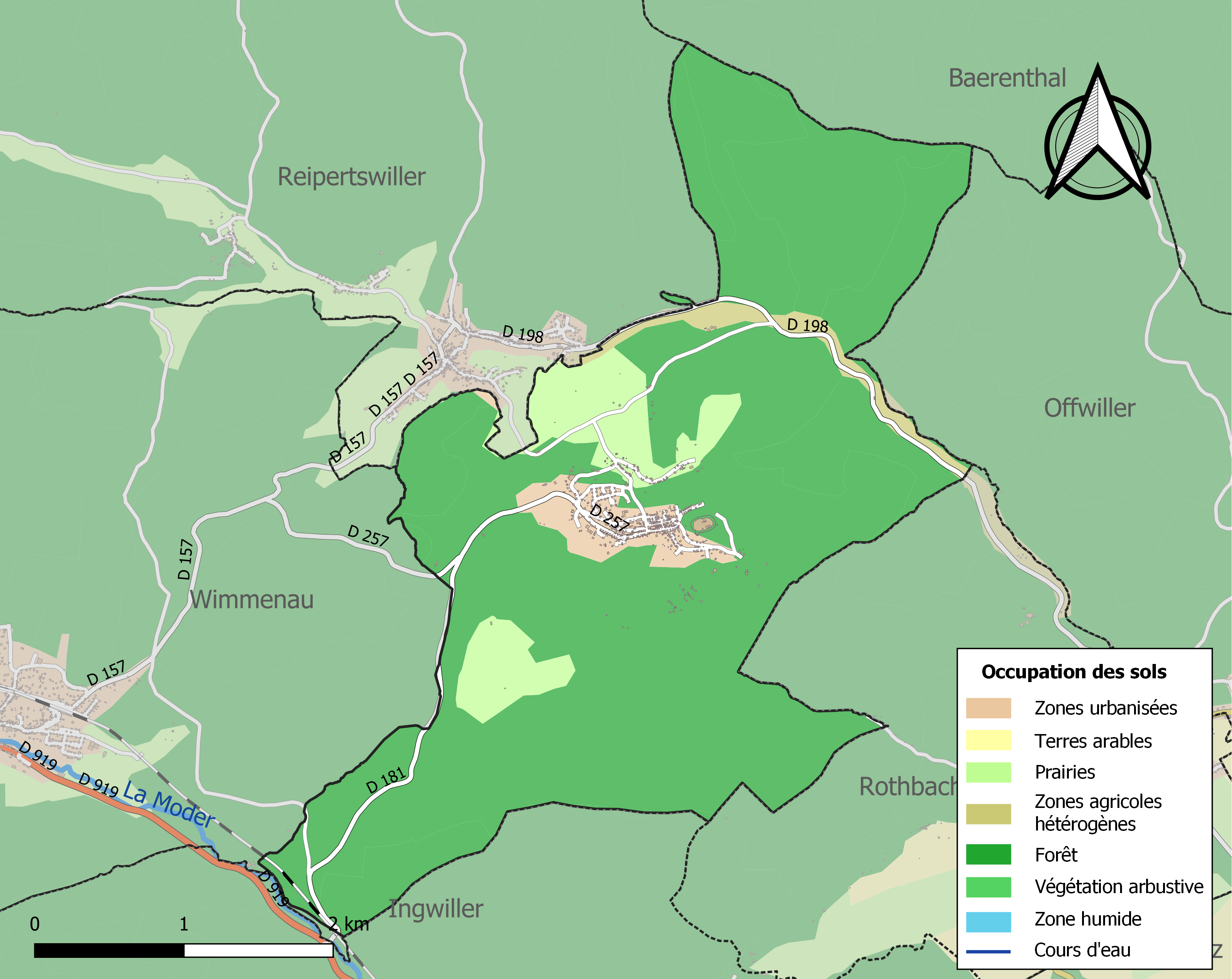
Carte des infrastructures et de l'occupation des sols de la commune en 2018 (CLC).

Commune couverte par le plan local d'urbanisme intercommunal du Pays de La Petite-Pierre, approuvé le 06/02/2020, modifié le 27/10/2022.

### Voies de communications et transports

#### Voies routières
- D 181 > D 919 vers Ingwiller[27].
- D157 vers Wimmenau.

#### Transports en commun
- Transports en Alsace.
- Fluo Grand Est.

##### SNCF

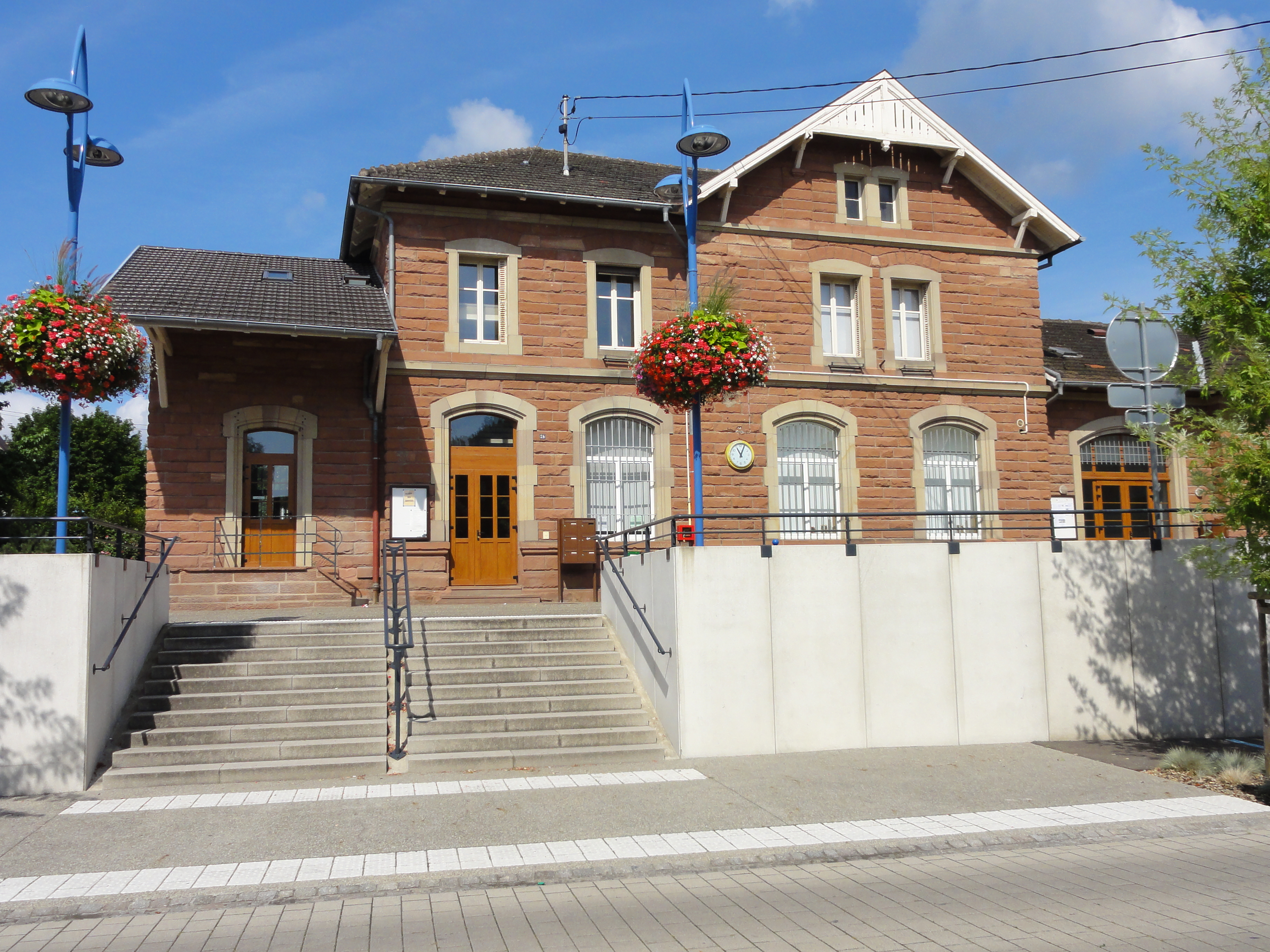
Gare d'Ingwiller.

- Gare d'Ingwiller,
- Gare de Wingen-sur-Moder,
- Gare d'Obermodern
- Gare de Niederbronn-les-Bains,
- Gare de Gundershoffen.

##### Transports aériens
Les aéroports les plus proches sont :
- Aéroport de Deux-Ponts,
- Aéroport de Sarrebruck,
- Aéroport de Strasbourg-Entzheim.

## Toponymie
- De l'adjectif germanique licht « lumineux/clair » + berg « mont »[28].
- Lichtemberc (1206), Lichtenberc (1226), Lichtenberg (1793).
- Lììschteburi en bas-alémanique et Lììschtebärsch en francique rhénan.

## Histoire

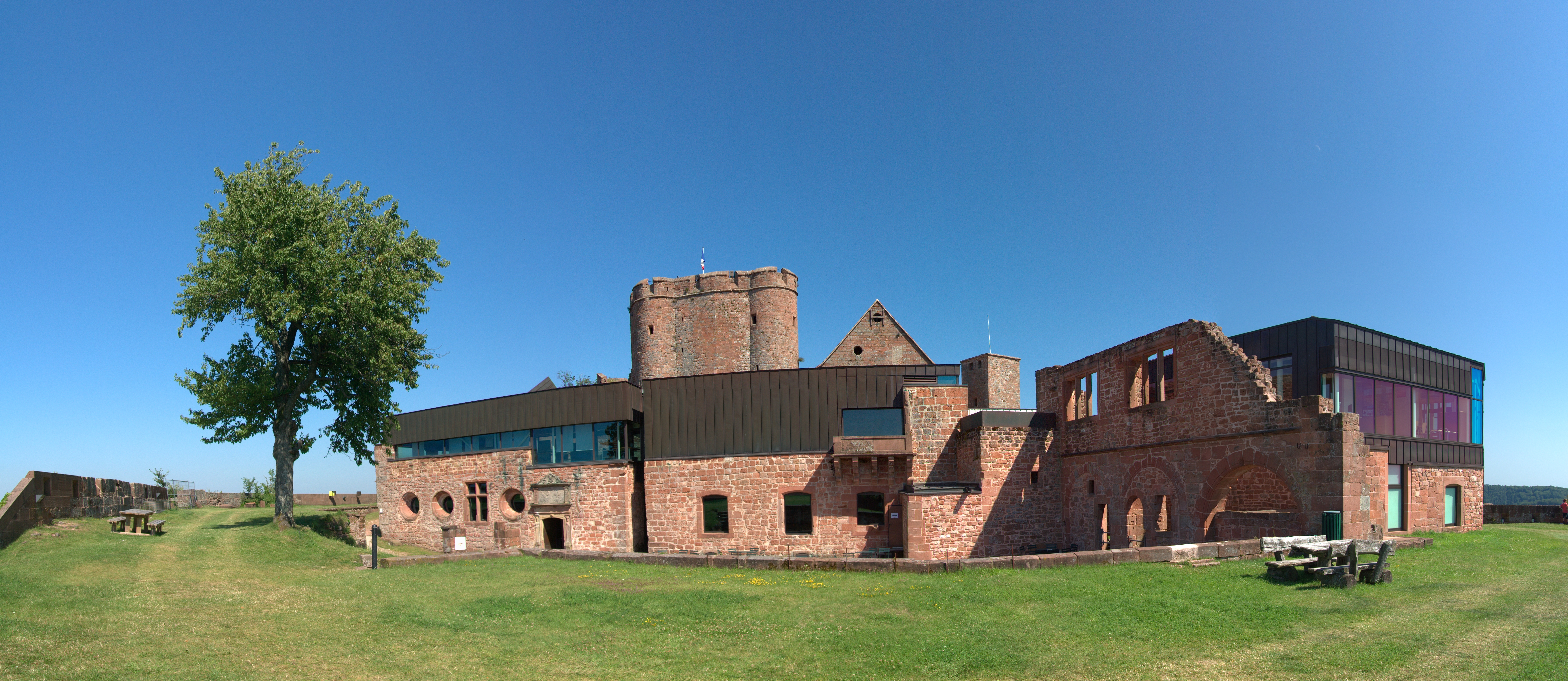
Vue panoramique du château.

L'histoire du village se confond avec l'histoire du château de Lichtenberg, édifié dès le XIIIe siècle, et de ses seigneurs, les sires de Lichtenberg puis comtes de Hanau-Lichtenberg, qui ont régné sur une partie de l'Alsace pendant plusieurs siècles. Plusieurs évêques de Strasbourg sont issus de la famille de Lichtenberg. On note la mention de Lichtemberc dans les écrits dès 1206.

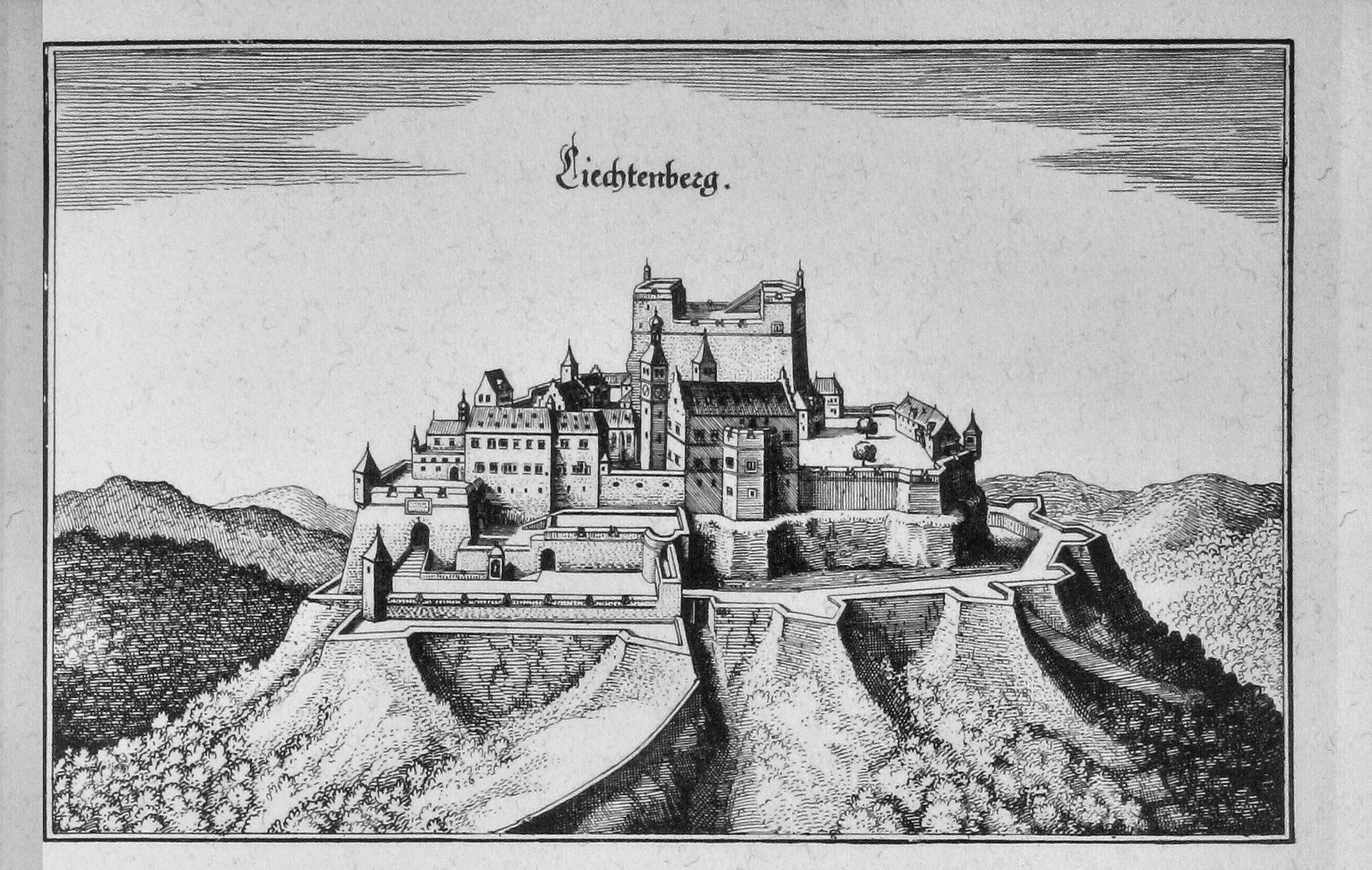
Topographia Alsatiae, Liechtenberg

Puisque des seigneurs puis des garnisons y défendaient les alentours, le village a été victime des guerres plusieurs fois ; la guerre de 1870 a laissé beaucoup de traces dans les esprits. En effet, le 9 août 1870, le village et le donjon du château  qui étaient défendu par une petite garnison dut capituler après un bombardement meurtrier des troupes allemandes. Une escouade de 6 canonniers du 5e régiment d'artillerie soutient pendant 22 heures le feu de 16 pièces allemandes. Les munitions épuisées ceux-ci continuent de combattre avec les fantassins[réf. souhaitée].
La troupe de théâtre de Lichtenberg, très active, propose des spectacles en alsacien depuis 100 ans[réf. souhaitée].

## Politique et administration

### Budget et fiscalité 2023

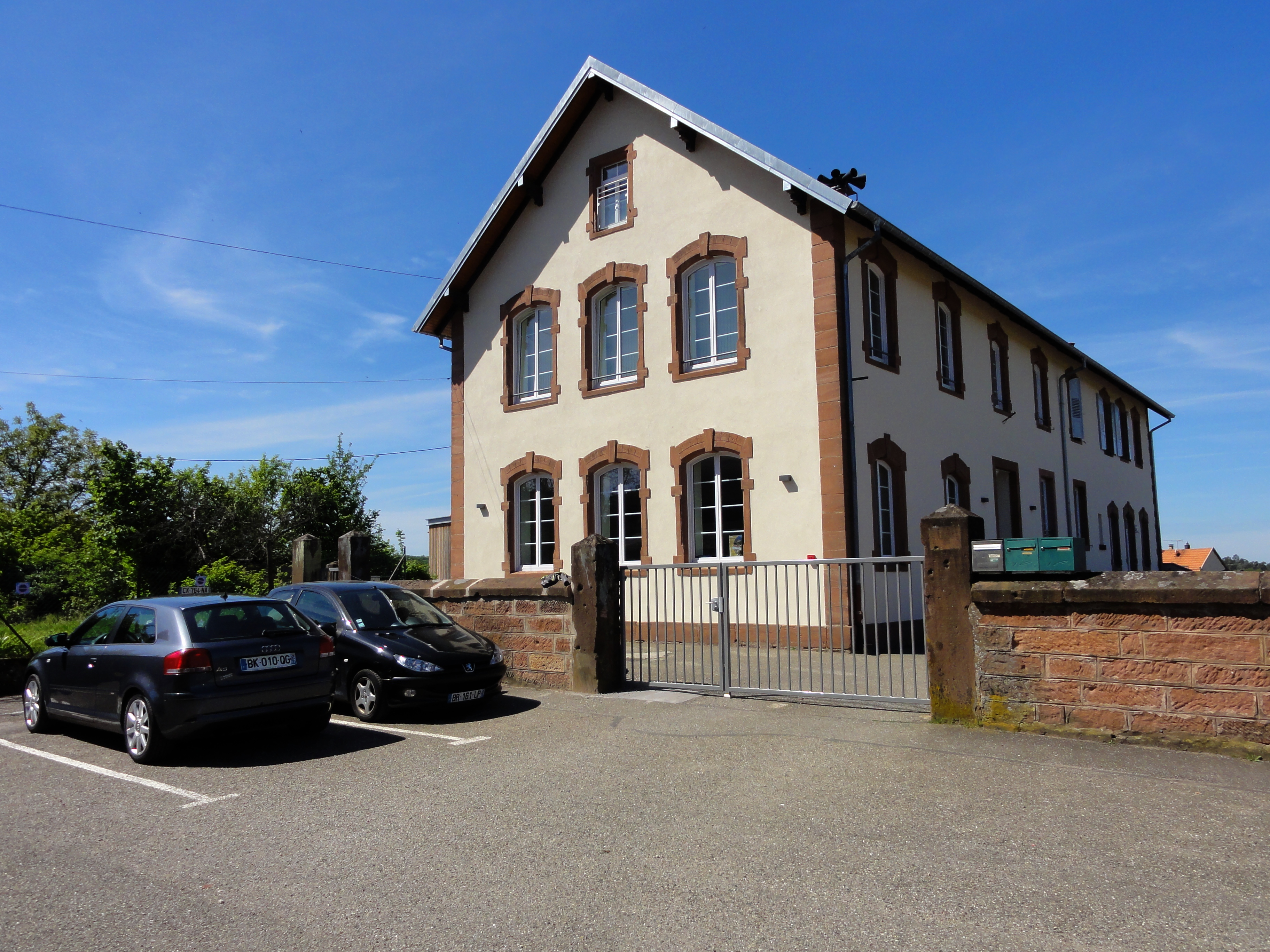
La mairie-école (1840).

En 2023, le budget de la commune était constitué ainsi :
- total des produits de fonctionnement : 463 000 €, soit 833 € par habitant ;
- total des charges de fonctionnement : 392 000 €, soit 706 € par habitant ;
- total des ressources d'investissement : 102 000 €, soit 183 € par habitant ;
- total des emplois d'investissement : 126 000 €, soit 226 € par habitant ;
- endettement : 986 000 €, soit 1 774 € par habitant.

Avec les taux de fiscalité suivants :
- taxe d'habitation : 13,42 % ;
- taxe foncière sur les propriétés bâties : 28,83 % ;
- taxe foncière sur les propriétés non bâties : 103,82 % ;
- taxe additionnelle à la taxe foncière sur les propriétés non bâties : 0,00 % ;
- cotisation foncière des entreprises : 0,00 %.

Chiffres clés Revenus et pauvreté des ménages en 2021 : médiane en 2021 du revenu disponible, par unité de consommation : 23 880 €.

## Économie

### Entreprises et commerces

#### Agriculture
- Élevage d'ovins et de caprins.
- Élevage d'autres bovins et de buffles.
- Sylviculture et autres activités forestières.
- Élevage d'autres animaux.

#### Tourisme
- Maisons de vacances.
- Hébergements et restauration à Reipertswiller, Rothbach, Baerenthal.

#### Commerces
- Commerces et services de proximité à Wimmenau, Reiperstzwiller, Ingwiller.

## Liste des maires
| Période                                  | Période      | Identité            | Étiquette | Qualité      |
| ---------------------------------------- | ------------ | ------------------- | --------- | ------------ |
| Les données manquantes sont à compléter. |              |                     |           |              |
|                                          | 1840         | Georges Loegel      |           |              |
| 1840                                     |              | Antoine Dorn        |           |              |
| Les données manquantes sont à compléter. |              |                     |           |              |
| Mars 2001                                | Février 2018 | Georges Sand        |           |              |
| avril 2018                               | mai 2020     | Jean-Georges Stollé |           |              |
| mai 2020                                 | En cours     | Yves Klein          |           | Ancien cadre |

## Population et société

### Démographie
L'évolution du nombre d'habitants est connue à travers les recensements de la population effectués dans la commune depuis 1793. Pour les communes de moins de 10 000 habitants, une enquête de recensement portant sur toute la population est réalisée tous les cinq ans, les populations de référence des années intermédiaires étant quant à elles estimées par interpolation ou extrapolation. Pour la commune, le premier recensement exhaustif entrant dans le cadre du nouveau dispositif a été réalisé en 2005.

En 2022, la commune comptait 531 habitants, en évolution de −5,01 % par rapport à 2016 (Bas-Rhin : +3,17 %, France hors Mayotte : +2,11 %).
| 1793 | 1800 | 1806 | 1821 | 1831 | 1836 | 1841  | 1846  | 1851  |
| ---- | ---- | ---- | ---- | ---- | ---- | ----- | ----- | ----- |
| 640  | 642  | 710  | 928  | 882  | 934  | 1 010 | 1 007 | 1 088 |

| 1856 | 1861  | 1866  | 1871  | 1875  | 1880  | 1885  | 1890  | 1895  |
| ---- | ----- | ----- | ----- | ----- | ----- | ----- | ----- | ----- |
| 969  | 1 040 | 1 038 | 1 074 | 1 037 | 1 045 | 1 035 | 1 066 | 1 070 |

| 1900 | 1905 | 1910 | 1921 | 1926 | 1931 | 1936 | 1946 | 1954 |
| ---- | ---- | ---- | ---- | ---- | ---- | ---- | ---- | ---- |
| 997  | 930  | 842  | 689  | 649  | 664  | 605  | 567  | 499  |

| 1962 | 1968 | 1975 | 1982 | 1990 | 1999 | 2005 | 2006 | 2010 |
| ---- | ---- | ---- | ---- | ---- | ---- | ---- | ---- | ---- |
| 506  | 503  | 568  | 553  | 513  | 510  | 550  | 551  | 567  |

| 2015 | 2020 | 2022 | - | - | - | - | - | - |
| ---- | ---- | ---- | - | - | - | - | - | - |
| 565  | 547  | 531  | - | - | - | - | - | - |

## Culture locale et patrimoine

### Lieux et monuments
Patrimoine civil :
- Le château de Lichtenberg[39],[40] aménagé en Centre d'interprétation de l'architecture et du patrimoine (CIAP)[41], labellisé Architecture contemporaine remarquable.

Chapelle castrale.
Patrimoine religieux :
- Église paroissiale Marie-Auxilliatrice[43] et son orgue[44],[45].

Chemin de croix (daté de 1829) de Marie-Louis Sorg dans l'église catholique depuis 1999.
- Église protestante[47],[48] et son orgue[49],[50].
- Chapelle[51], vestiges d'un couvent disparu, probablement érigé au XIVe siècle, situé au sud-est de Lichtenberg. Ancien lieu de pèlerinage encore mentionné en 1590[52].
- Calvaire, croix de cimetière, crucifix.
- Cimetière[53].
- Les monuments aux morts[54],[55].

### Galerie

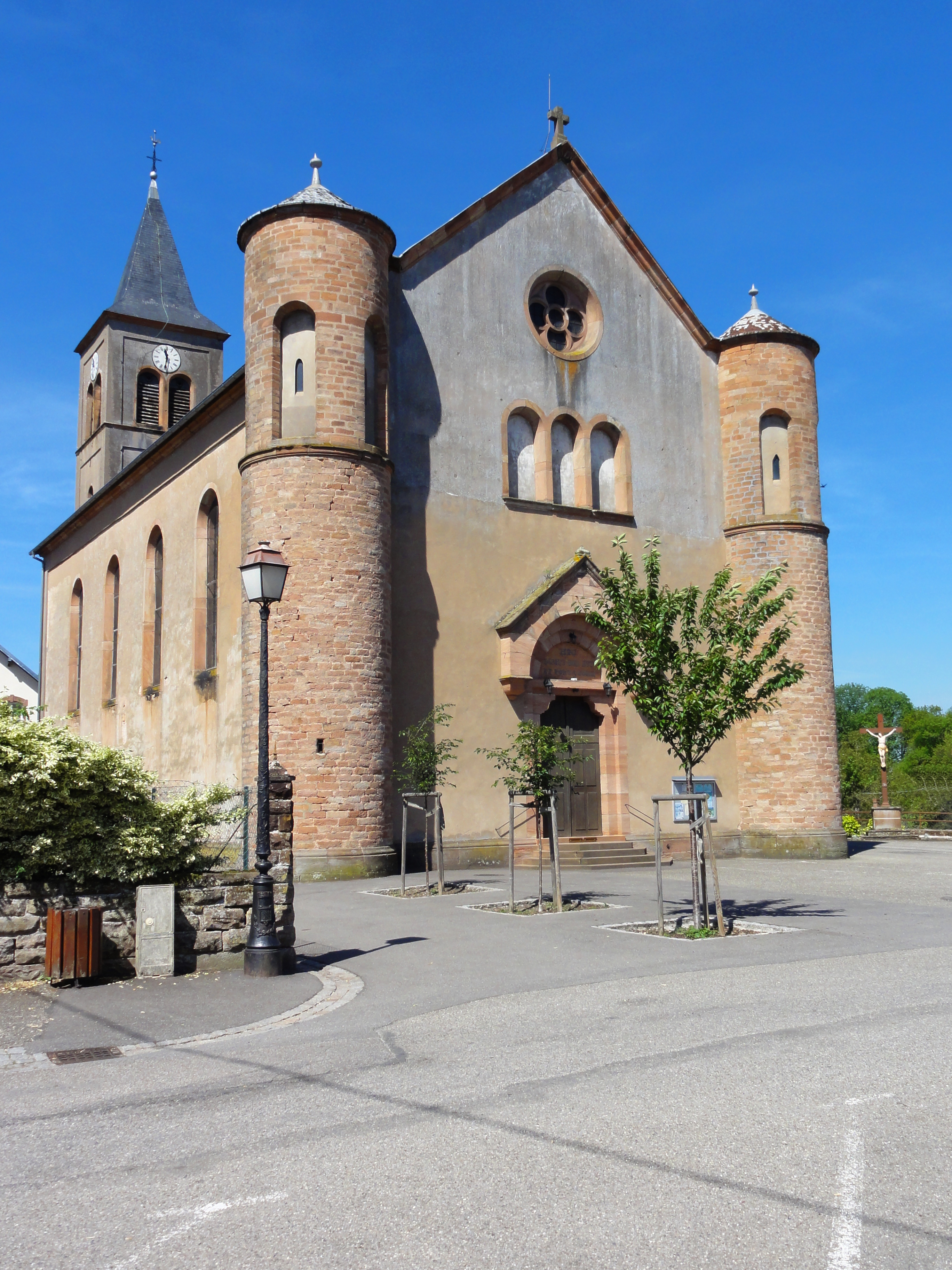
L'église catholique Marie-Auxilliatrice (1842).
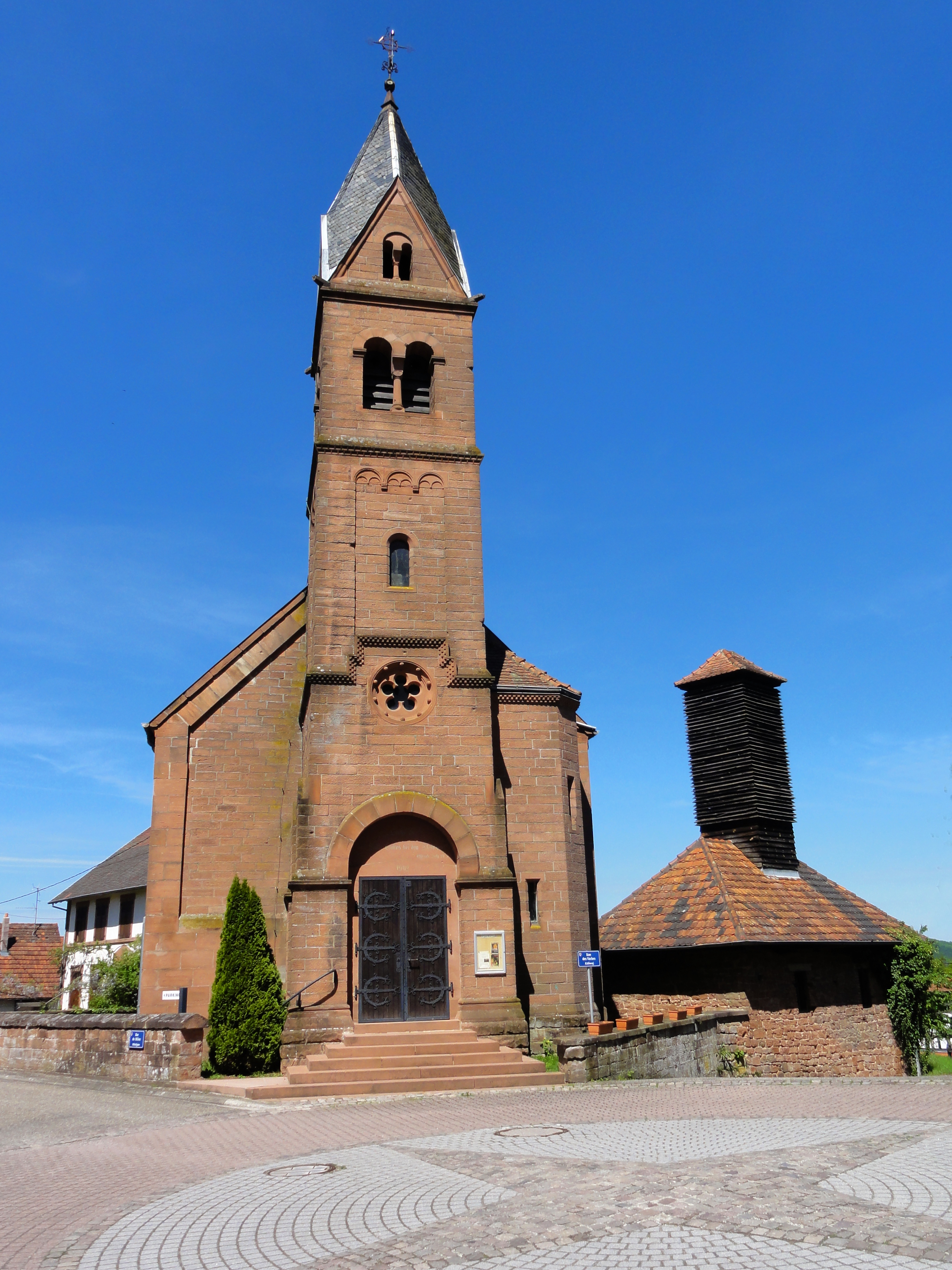
L'église protestante (XIXe-XXe).
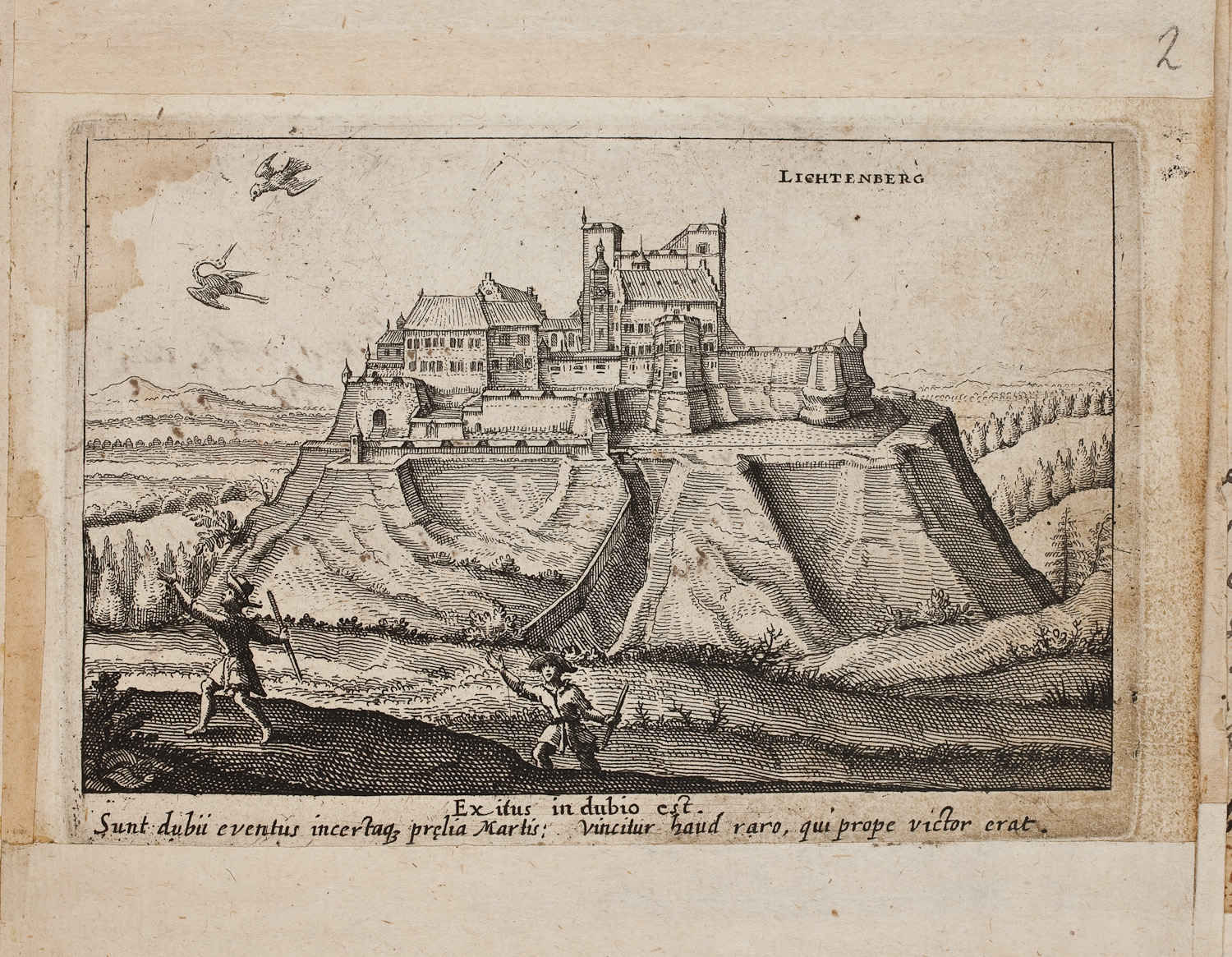
Image dans l'album Burchard Grossmann.
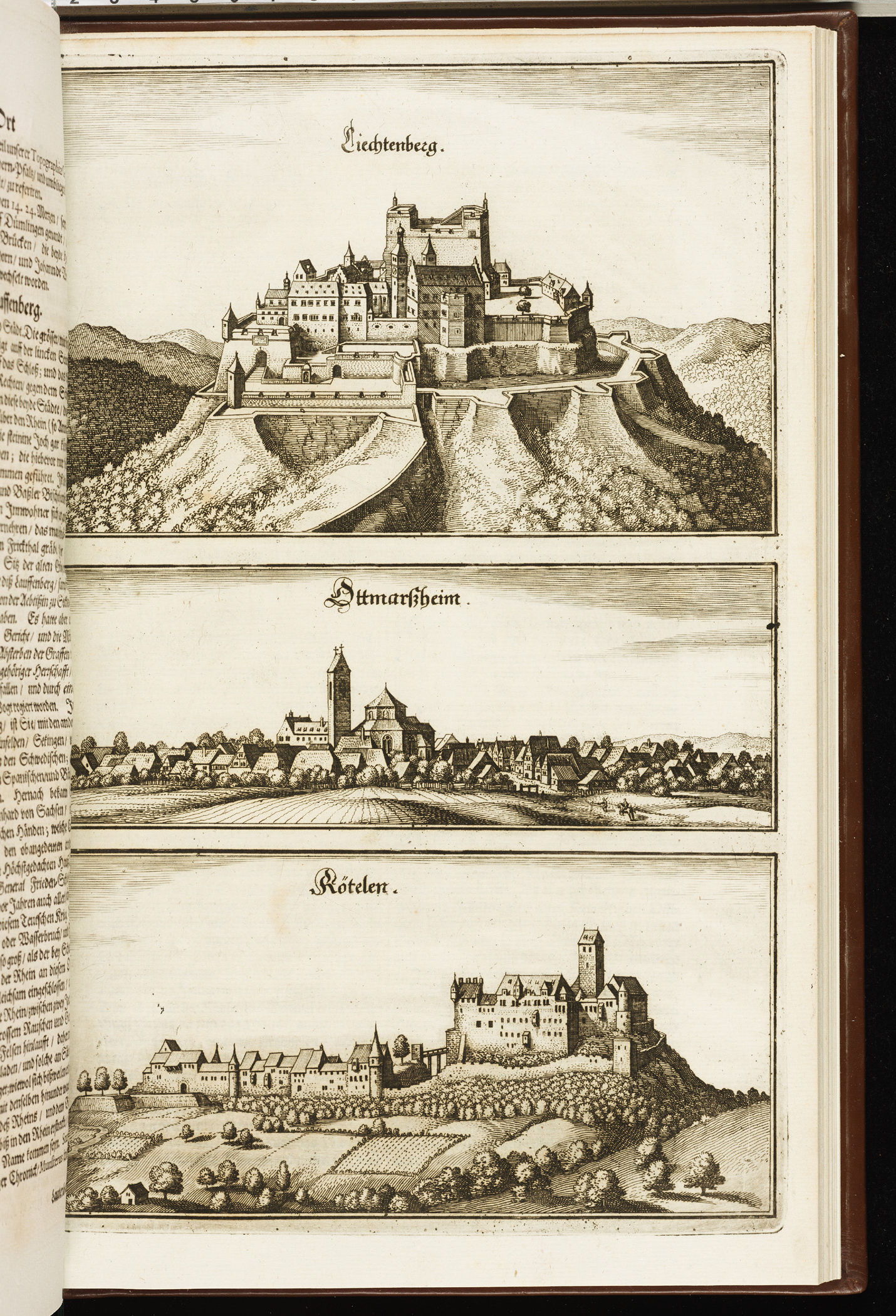
Le château vu par Martin Zeiller.
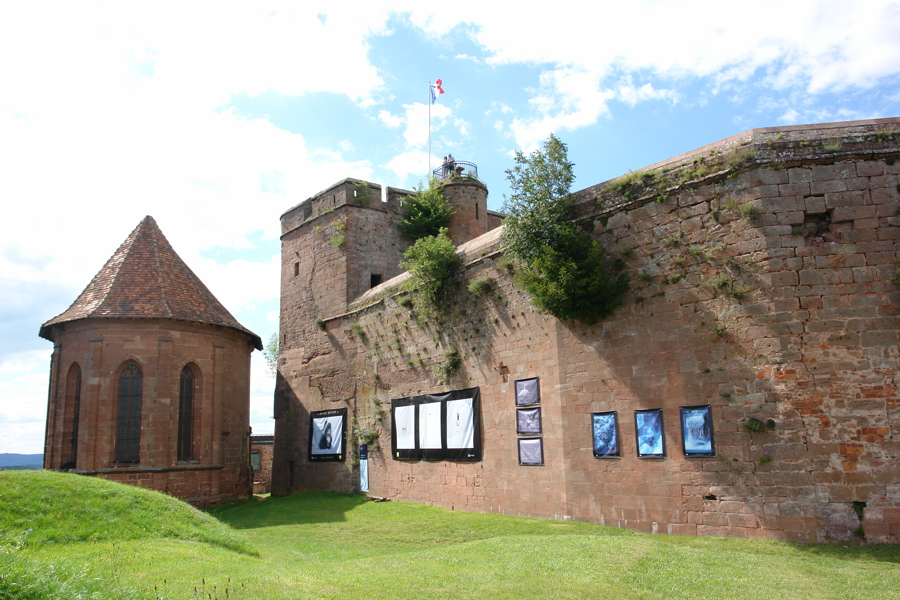
La chapelle castrale.

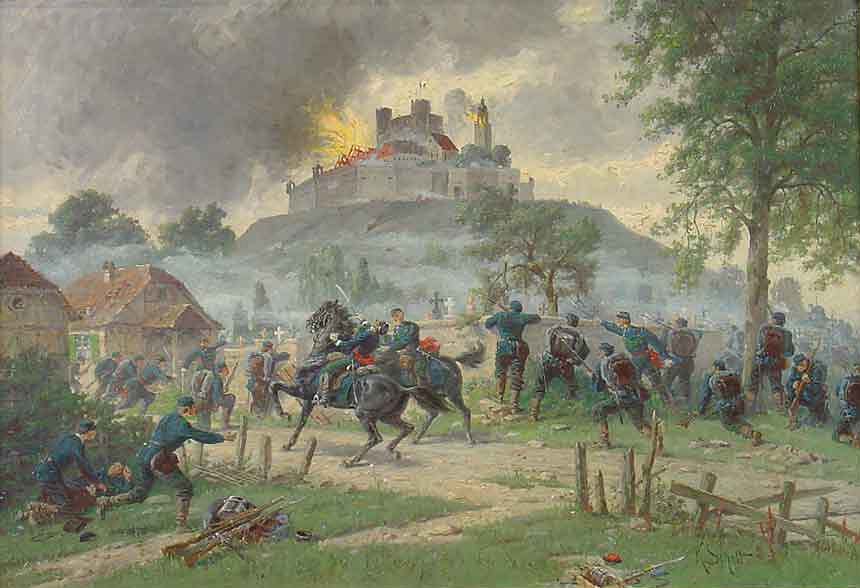
Tableau de Karl Albert von Schott (1840–1911)[56].
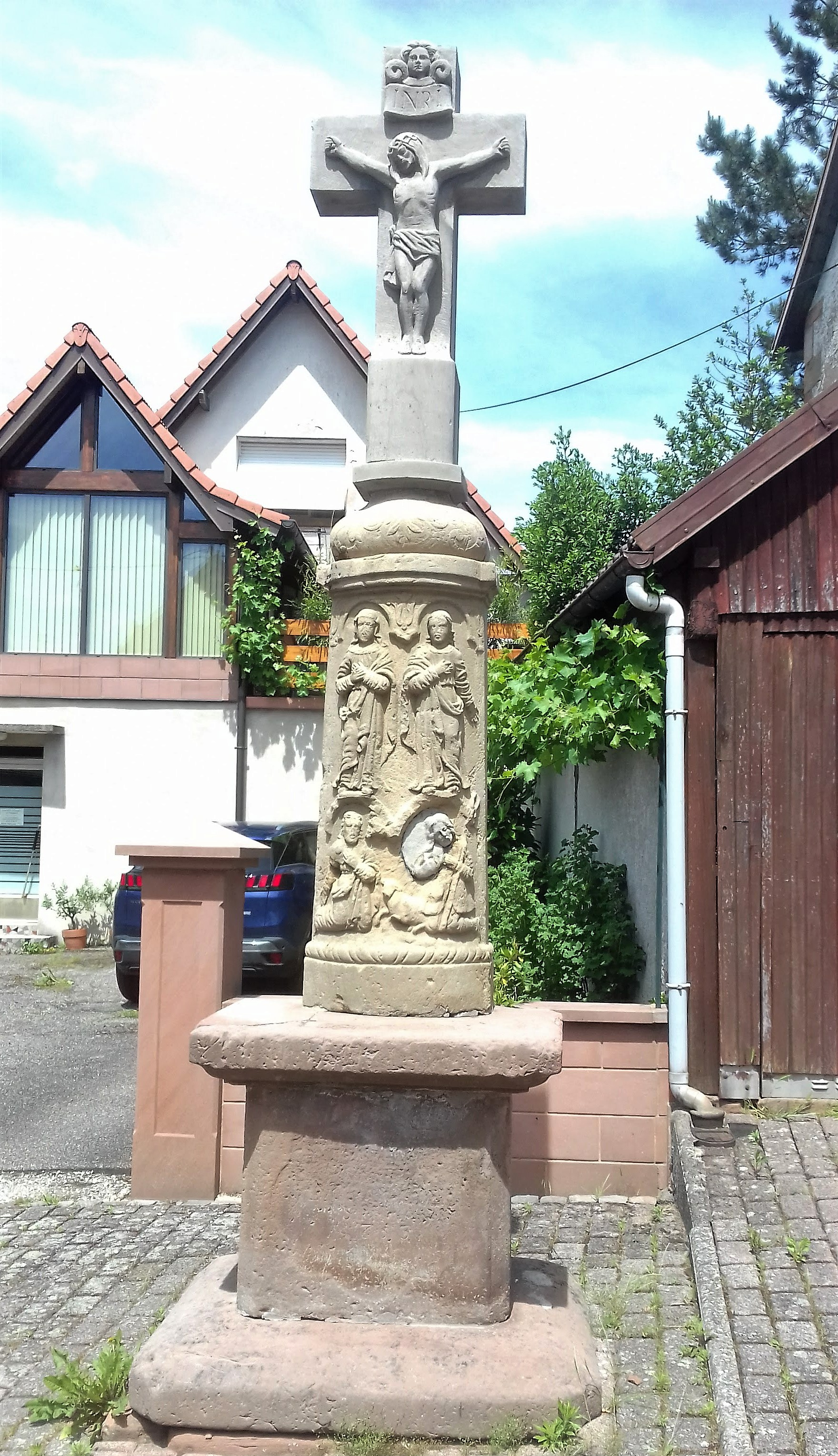
Calvaire rue du château.
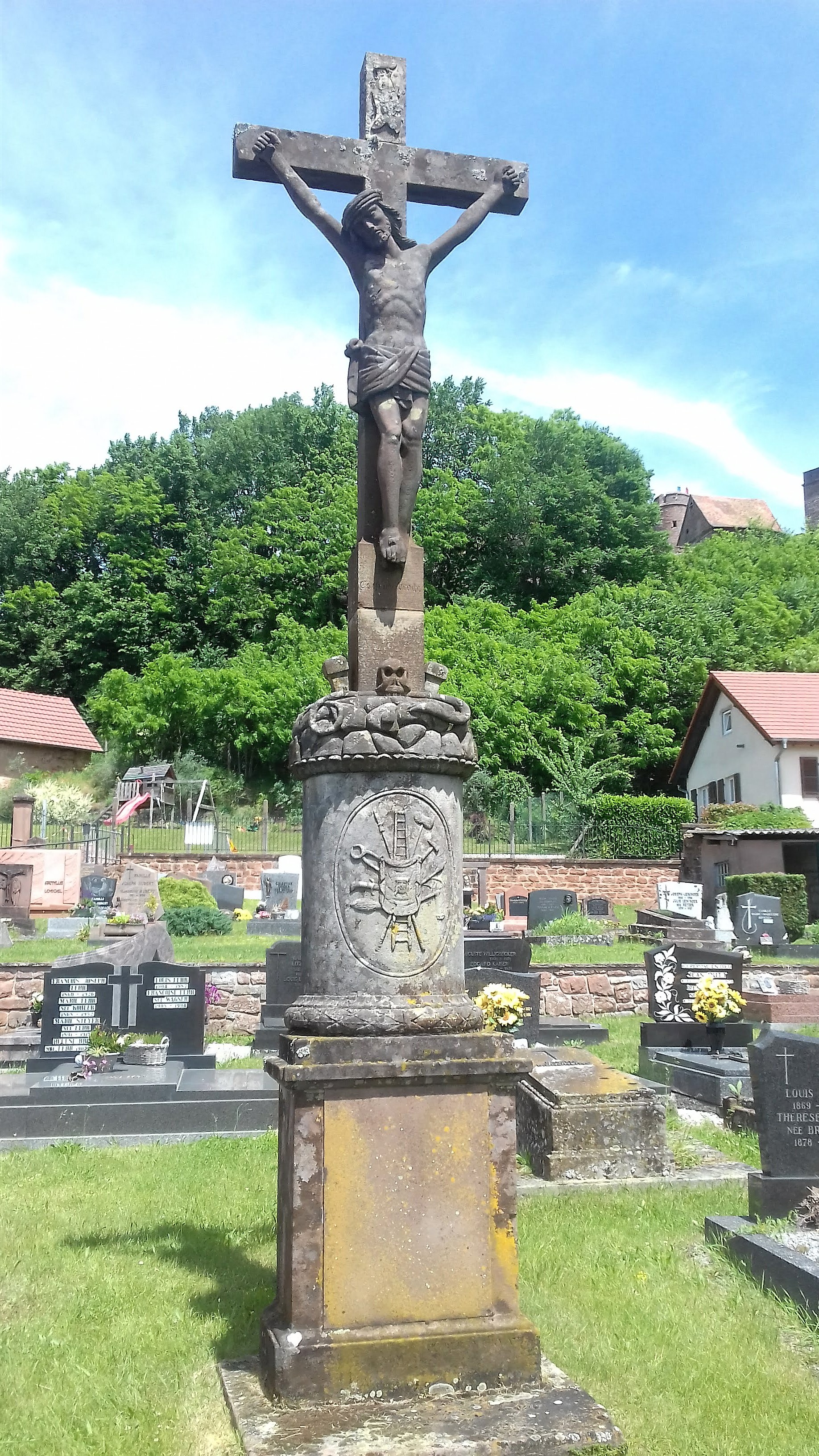
Croix de cimetière.
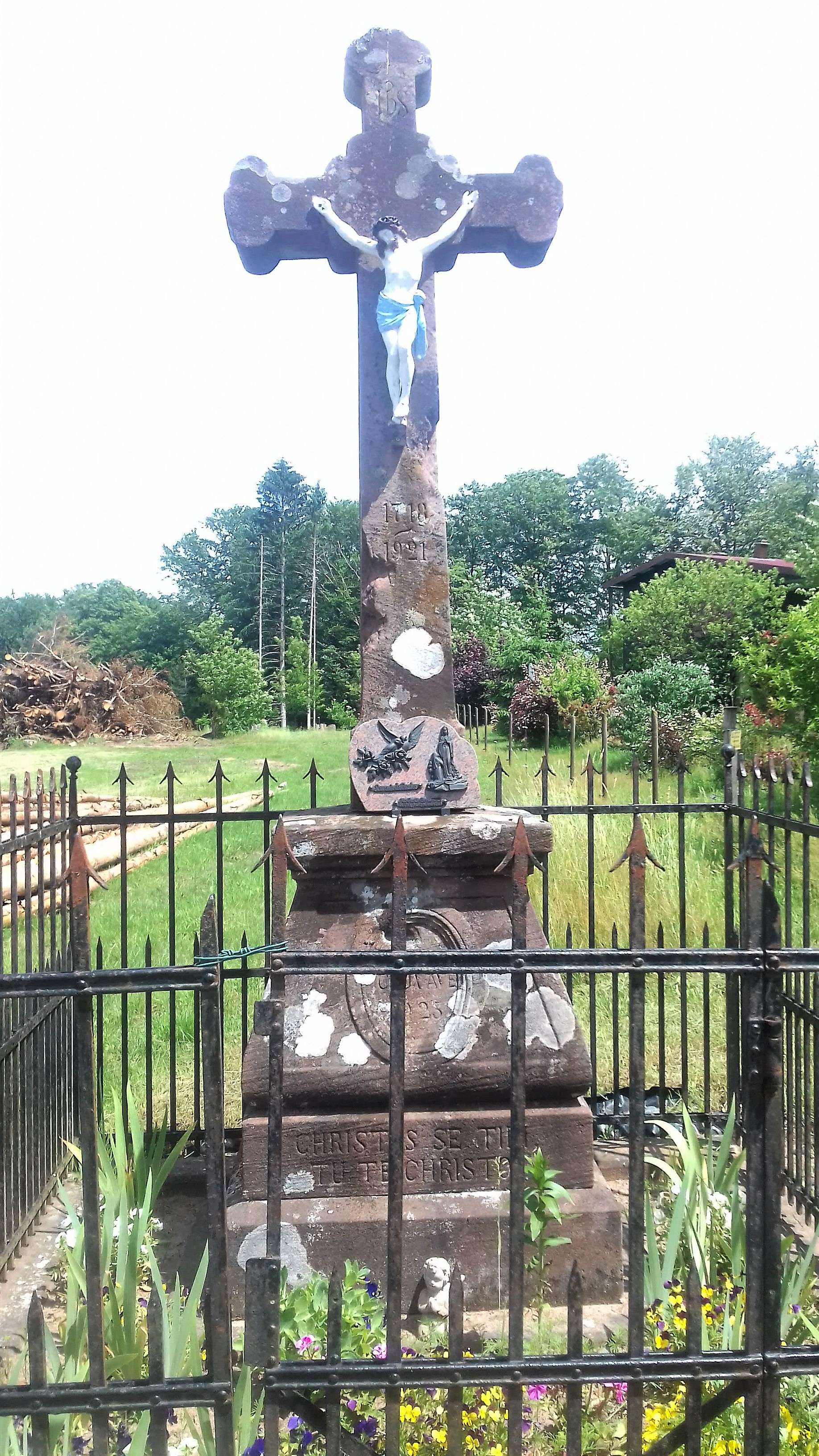
Crucifix Annexe Picardie.
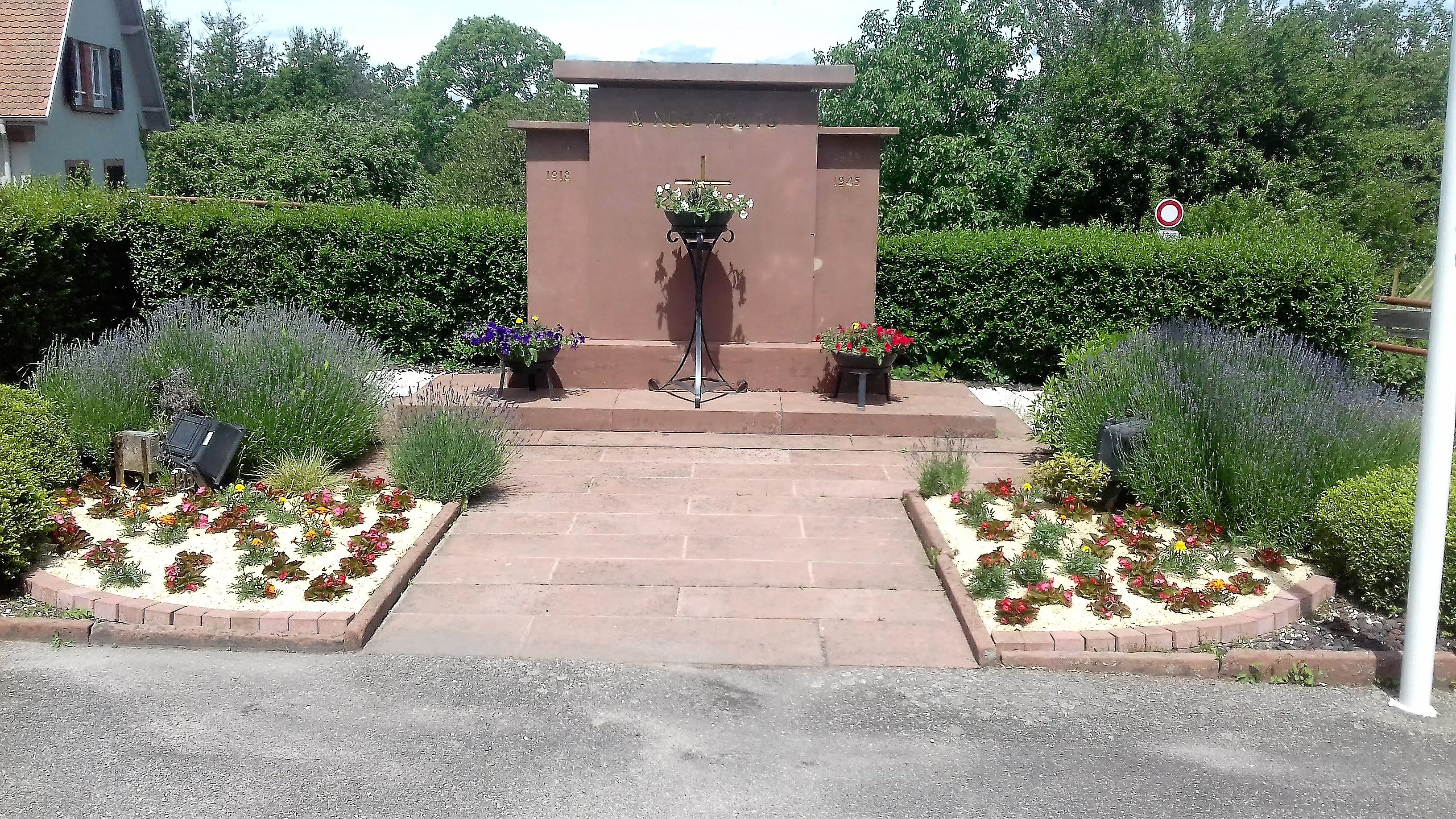
Monument aux morts des guerres mondiales.

### Personnalités liées à la commune
- Conrad de Lichtenberg (vers 1240-1299), évêque de Strasbourg au XIIIe siècle.
- Frédéric Ier de Lichtenberg, évêque de Strasbourg au XIIIe siècle, frère du précédent[57].
- Jean II de Lichtenberg (vers 1315-1365), évêque de Strasbourg au XVe siècle.
- Jacques de Lichtenberg (1416-1480), apprenti scientifique (XVe siècle).
- Seigneurie de Lichtenberg.
- Jacques Peirotes (1869–1935), maire de Strasbourg, mort à Lichtenberg.
- Théâtre de Lichtenberg (1913 - )
- Famille noble de Lichtenberg, apparue en 1206.

### Héraldique
| Blason de Lichtenberg | Blason  | D'argent au lion à la queue fourchue de sable, lampassé de gueules, à la bordure du même. |
| Blason de Lichtenberg | Détails |                                                                                           |